# Gutle Rothschild
Gutle Rothschild, djevojačko prezime Schnapper (Frankfurt na Majni, 23. kolovoza 1753. – Frankfurt na majni, 7. svibnja 1849.), njemačka Židovkinja, supruga bankara Mayera Amschela Rothschilda (1744. – 1812.), utemeljitelja bogate i utjecajne bankarske dinastije Rothschild.
Bila je kći Wolfa Salomona Schnappera, dvorskog poduzetnika Kneževine Sachsen-Meiningen. Dana 29. kolovoza 1770. godine, u dobi od sedamnaest godina, udala se za Mayera Amschela, s kojim je imala devetnaestoro djece, od kojih je rano djetinjstvo preživjelo desetero djece:
- Schönche Jeannette Rothschild (1771. – 1859.) - udana za Benedikta Mosesa Wormsa (1772. – 1824.)
- Amschel Mayer Rothschild (1773. – 1855.)
- Salomon Mayer Rothschild (1774. – 1855.) - osnivač austrijskog ogranka bankarske obitelji Rothschild
- Nathan Mayer Rothschild (1777. – 1836.) - osnivač engleskog ogranka bankarske obitelji Rothschild
- Isabella Rothschild (1781. – 1861.)
- Babette Rothschild (1784. – 1869.)
- Carl Mayer Rothschild (1788. – 1855.) - osnivač talijanskog ogranka bankarske obitelji Rothschild iz Napulja
- Julie Rothschild (1790. – 1815.)
- Henriette Rothschild (1791. – 1866.) udana za Abrahama Montefiorea (1788. – 1824.)
- Jakob Mayer Rothschild (1792. – 1868.) - osnivač francuskog ogranka bankarske obitelji Rothschild

U ime miraza donijela je suprugu 2,400 guldena, što je odgovaralo godišnjoj zaradi njenog novopečenog supruga Mayera Amschela.
Suprug je njihovih petero sinova poslao u glavna poslovna središta Europe, kako bi razgranali obiteljski posao. Najstariji sin Amschel Mayer je ostao uz oca u Frankfurtu voditi glavnu obiteljsku bankarsku poslovnicu. Drugorođeni sin Salomon Mayer je preuzeo poslovanje u Beču, glavnom gradu tadašnjeg Austrijskog Carstva, treći je sin Nathan Mayer otvorio podružnicu obiteljske banke u Londonu, četvrti Carl Mayer u Napulju, a najmlađi sin, Jakob Mayer, je pokrenuo bankarski posao u Parizu.
I poslije suprugove smrti, 1812. godine, Gutle je ostala živjeti u njihovoj maloj kući u židovskom getu u Frankfurtu, kamo su je tijekom sljedećih desetljeća posječivala djeca, unuci i praunuci. Umrla je u dubokoj starosti 1849. godine.